# Galactopogon hispidus
Galactopogon hispidus är en tvåvingeart som beskrevs av Engel 1929. Galactopogon hispidus ingår i släktet Galactopogon och familjen rovflugor. Inga underarter finns listade i Catalogue of Life.